# ヴァースミトラ
ヴァースミトラは、シュンガ朝の第二代王、アグニミトラの王子。  
シュンガ朝の建国者、プシャミトラの孫に当たる。後に、シュンガ朝の王位を継いでいる  
若き日には、北西部に侵攻してきたバクトリア系のギリシャ人たちをむかえうち、見事軍功をあげたとされる。バラモン出身とされる父親同様、バラモン教を信仰した。 

## ノート
1. ↑  Lahiri, Bela (1974). Indigenous States of Northern India (Circa 200 B.C. to 320 A.D.) Calcutta: University of Calcutta, p.51
2. ↑  The Malavikágnimitra : a Sanskrit play by Kālidāsa; Tawney, C. H. p.91
3. ↑  Lahiri, Bela (1974). Indigenous States of Northern India (Circa 200 B.C. to 320 A.D.) Calcutta: University of Calcutta, pp.52-3